# Alemán, Cordero, Galindo & Lee
Alemán, Cordero, Galindo & Lee (comúnmente conocido por su abreviatura Alcogal) es una firma de abogados con sede en Panamá. 

## Historia
Fundada en 1985, la firma representa a varias empresas multinacionales que operan en Panamá y fue elegida como la firma de abogados centroamericana del año por Chambers Global en 2007 y 2013. Jaime Alemán Healy es el socio director y fundador. La firma tiene oficinas en varios países además de Panamá, incluidos paraísos fiscales como Las Bahamas, Belice, las Islas Vírgenes Británicas, Chipre, Hong Kong, Singapur, Seychelles y Suiza. Otras ubicaciones de oficinas incluyen Nueva Zelanda, los Emiratos Árabes Unidos y Uruguay. La firma está afiliada a la red internacional Meritas. La firma fue nombrada como una de las mayores fuentes de documentos filtrados en el escándalo de los Pandora Papers.En 2021, se descubrió que Alcogal había fundado alrededor de 200 empresas fantasma en Panamá y otros países para la Banca Privada d'Andorra, un banco privado poco conocido en Andorra, varias de las cuales se utilizaron posteriormente para transferir fondos asociados con la corrupción política a Venezuela. En 2015, cuando las autoridades estadounidenses acusaron a los directivos del banco andorrano de aceptar comisiones exorbitantes para ayudar a sus clientes a lavar 4.200 millones de dólares, Alcogal se retiró. Entre los clientes del banco privado se encontraban ex altos funcionarios de la petrolera estatal venezolana Petróleos de Venezuela. Algunos de los venezolanos involucrados en el escándalo también eran clientes de Alcogal, para quien la firma había creado sociedades offshore. Alcogal rápidamente renunció a su cargo como representante legal de estas empresas.

## Clientela
Entre los clientes internacionales del despacho de abogados se encuentran Citibank, la empresa farmacéutica estadounidense Pfizer y el Bank of Nova Scotia, así como Credit Suisse. La firma también ha trabajado para varios bancos de Centro y Sudamérica, incluido es, Banistmo, Bancolombia, Banesco, St. George's Bank & Co., es, Banco Aliado, es, y Banco Latinoamericano de Comercio Exterior (BLADEX).Alcogal también ha trabajado en el pasado con empresas e individuos involucrados en grandes redes de corrupción, incluida la operación global de soborno del gigante brasileño de la construcción Odebrecht SA (ahora conocido como Novonor ). Alcogal administró la empresa fantasma del dirigente del fútbol brasileño José María Marín, quien estuvo involucrado en el escándalo de corrupción del fútbol internacional Fifagate. María Marín fue posteriormente condenada a prisión por soborno. Según el ICIJ, Alcogal también creó dos empresas para Juan Carlos Varela (expresidente de Panamá, sospechoso por la prensa de haber financiado su elección con fondos de blanqueo de dinero), así como para su hermano, su padre y otros familiares. Nasry Juan 'Tito' Asfura, candidato a presidente de Honduras en 2021, también tenía (en 2006) una sociedad llamada Karlane Overseas SA registrada en Panamá por Alcogal, cuyas 10.000 acciones menos una fueron transferidas en 2007 a Asfura. El rey Abdullah de Jordania, el primer ministro checo Andrej Babis y el presidente de Kenia , Uhuru Kenyatta, también han utilizado los servicios de la empresa, probablemente con fines de refugio fiscal.Alcogal ayudó a Gennady Timchenko, un oligarca ruso y confidente cercano de Vladímir Putin, a crear una empresa fantasma.